# Pour l'Andalousie
Pour l'Andalousie (en espagnol : Por Andalucía, PorA) est une coalition électorale de gauche constituée dans la perspective des élections du 19 juin 2022 au Parlement d'Andalousie.

## Historique
En février 2021, Podemos et la Gauche unie (IU), coalisés depuis 2018 au sein d'Adelante Andalucía, annoncent la fin de ce projet politique et former une nouvelle coalition, Unidas Podemos pour l'Andalousie (UPxA). Les partis Más País et Initiative du peuple andalou (es) (IdPA), ainsi que Andalucía por Sí (es) (AxSí), indiquent dix mois plus tard avoir l'intention de concourir aux élections andalouses de l'année suivante sous une bannière commune, Andaluces Levantaos (AL).
Face à cette division à la gauche du Parti socialiste, UPxA, Más País et IdPA ainsi que Verdes Equo et Alianza Verde s'entendent à la fin du mois d'avril 2022 pour constituer une seule alliance, qui prend le nom de « Pour l'Andalousie ». En raison d'un désaccord entre IU et Podemos sur le choix du candidat à la présidence de la Junte d'Andalousie, les négociations aboutissent seulement le 6 mai, à moins d'une heure de la clôture du délai d’enregistrement des coalitions électorales, et désignent la porte-parole parlementaire d'UPxA et militante d'IU, Inmaculada Nieto (es) en qualité de cheffe de file ; les documents de Podemos et Alianza Verde arrivent d'ailleurs hors délai à la commission électorale.
La coalition et sa candidate sont officiellement présentées le 11 mai 2022, en présence de Podemos qui confirme sa participation à Pour l'Andalousie, bien que son exclusion formelle par la commission électorale l'empêche de percevoir le financement public pour le parti et pour ses parlementaires, ainsi que de faire figurer son logo sur les éléments de propagande électorale.

## Partis membres
| Formation | Formation                                       | Formation   | Idéologie                                        |
| --------- | ----------------------------------------------- | ----------- | ------------------------------------------------ |
|           | Alianza Verde                                   | AV          | Écologisme, écosocialisme                        |
|           | Gauche unie Les Verts – Appel pour l'Andalousie | IULV-CA     | Communisme, écologisme, nationalisme andalou     |
|           | Initiative du peuple andalou (es)               | IdPA        | Républicanisme, écologisme, nationalisme andalou |
|           | Más País                                        | MP          | Progressisme, féminisme, écosocialisme           |
|           | Podemos                                         | Podemos     | Socialisme démocratique, féminisme, populisme    |
|           | Verdes Equo                                     | Verdes Equo | Écologisme, écoféminisme, social-démocratie      |

## Résultats électoraux
| Année | Chef de file          | Voix    | %    | #  | Sièges  | Gouvernement |
| ----- | --------------------- | ------- | ---- | -- | ------- | ------------ |
| 2022  | Inmaculada Nieto (es) | 281 688 | 7,68 | 4e | 5 / 109 | Opposition   |